# Kaltschewa
Kaltschewa (ukrainisch Калчева; russisch Кальчево Kaltschewo, rumänisch Calceva) ist ein im Budschak gelegenes Dorf in der ukrainischen Oblast Odessa mit etwa 3500 Einwohnern (2001).
Das Dorf liegt am Oberlauf des Taschbunar (Ташбунар), einem 43 km langen Zufluss zum Katlabuh-See, und an der Territorialstraße T–16–32 zwischen Kubej im Norden und Wassyliwka im Süden, 25 km östlich vom Rajonzentrum Bolhrad und etwa 210 km südwestlich vom Oblastzentrum Odessa.

## Geschichte
Kaltschewa wurde 1861 im Gebiet um Cahul, Bolgrad und Ismail des Fürstentums Moldau gegründet und kam nach dem Russisch-Osmanischen Krieg 1878 an das Gouvernement Bessarabien des Russischen Kaiserreiches. In den Wirren der Oktoberrevolution verlor Russland Bessarabien, dass sich zur 1917 Demokratischen Moldauischen Republik erklärte und im gleichen Jahr freiwillig an das Königreich Rumänien anschloss. Nach der Besetzung Bessarabiens 1940 durch die Sowjetunion lag Kaltschewa im Rajon Bolhrad der Oblast Akkerman (ab dem 7. August 1940 Oblast Ismajil) in der Ukrainischen SSR. Zu Beginn des Deutsch-Sowjetischen Krieges kam das Dorf 1941 erneut an Rumänien. Nachdem die Rote Armee Bessarabien 1944 zurückerobert hatte, lag die Ortschaft wieder in der ukrainischen Oblast Ismajil, die 1954 in der Oblast Odessa aufging. 1991 wurde die Ortschaft Teil der unabhängigen Ukraine.

## Verwaltungsgliederung
Am 12. Juni 2020 wurde das Dorf ein Teil der Landgemeinde Wassyliwka; bis dahin bildete es die Landratsgemeinde Kaltschewa (Калчівська сільська рада/Kaltschiwska silska rada) im Zentrum des Rajons Bolhrad.